# アナディリ湾
アナディリ湾（Gulf of Anadyr/Anadyr Bay、ロシア語: Анадырский залив）はロシア・シベリア最東部のチュクチ自治管区にある湾。アラスカとの間のベーリング海の北西部をなす、ロシアの最果ての地である。北の境界はチュクチ岬、南の境界はナヴァリン岬となる。湾の幅は400kmほど。湾内には二つの小さな湾があり、一つはチュコト半島の南の付け根に南北に広がるクレスト湾、もう一つは湾の中央の最奥部に東西に延びるアナディリ川河口の三角江である。アナディリ湾は年のうち10ヶ月は氷に閉ざされる。
チュクチ自治管区の行政中心地で漁港でもあるアナディリが湾内の主要都市である。ほか集落にはクレスト湾奥のエグベキノト、ナヴァリン岬の北にあるベーリンゴフスキーなどがある。